# Chanowo
Chanowo (bułg. Ханово) – wieś w południowo-wschodniej Bułgarii, w obwodzie Jamboł, w gminie Tundża, nad Tundżą. Według danych Narodowego Instytutu Statystycznego, 31 grudnia 2011 roku wieś liczyła 648 mieszkańców.

## Historia
Dawniej wieś nazywała się Gergjakewo. Do 1878 roku była zamieszkiwana przez Czerkiesiów.